# Chương trình trao đổi sinh viên

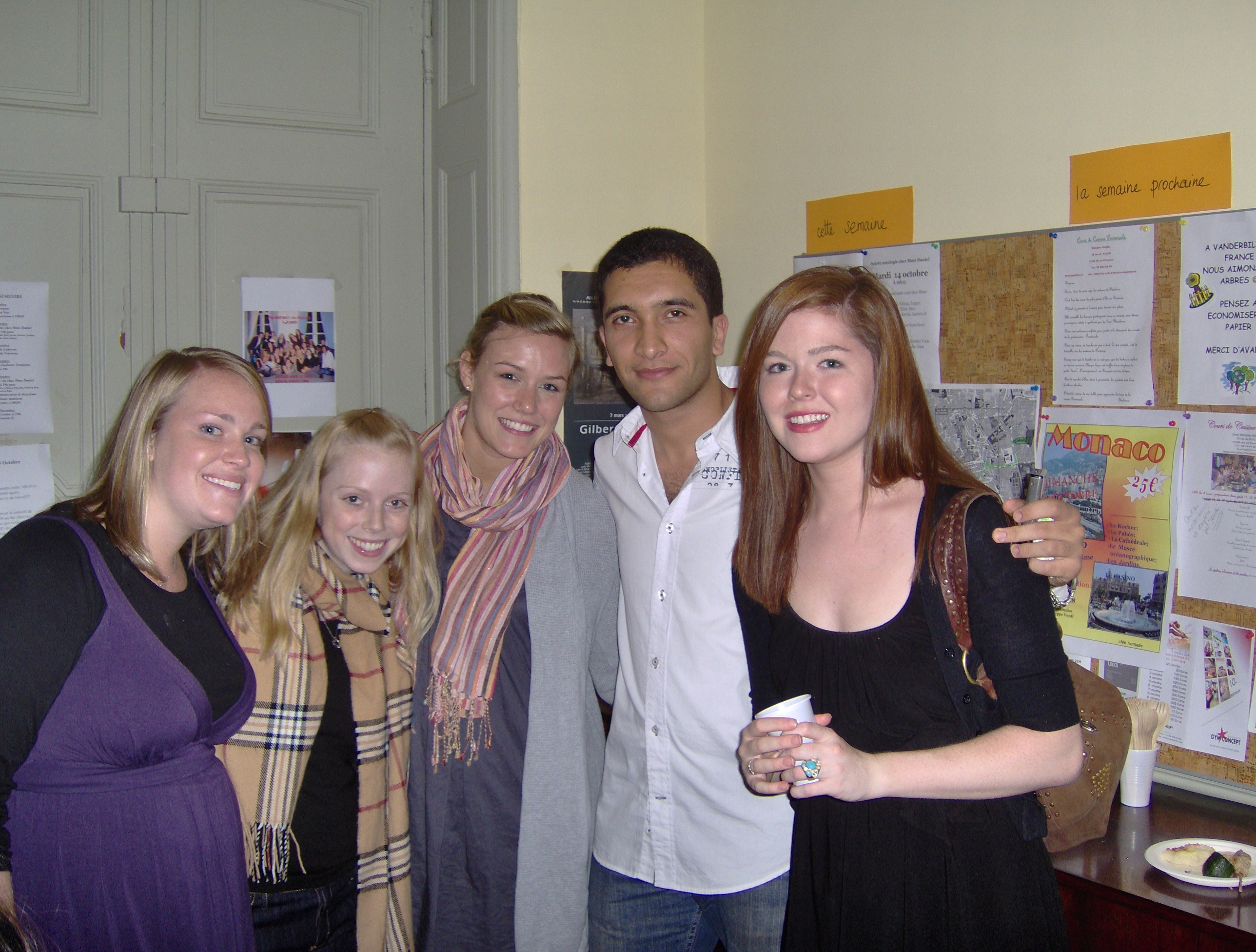
Chương trình trao đổi sinh viên ở Pháp

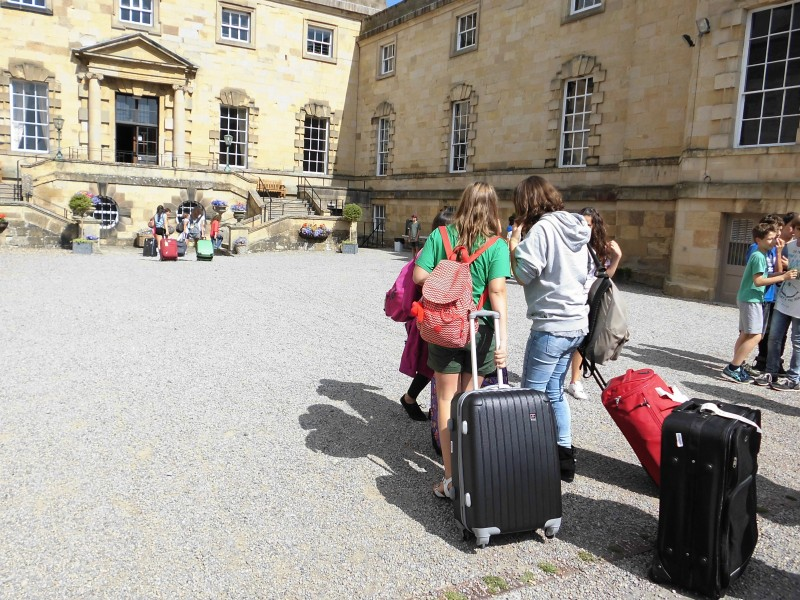
Trao đổi sinh viên ở Tây Ban Nha

Chương trình trao đổi sinh viên (Student exchange program) là chương trình dành cho học sinh từ một trường trung học phổ thông hoặc cơ sở giáo dục đại học du học tại một trong những cơ sở giáo dục đối tác của trường mình. Chương trình trao đổi sinh viên có thể bao gồm việc đi du lịch quốc tế, nhưng không nhất thiết yêu cầu sinh viên phải học ở nước ngoài. Chương trình trao đổi sinh viên nước ngoài mang đến cho sinh viên cơ hội học tập ở một quốc gia khác và trải nghiệm một môi trường khác. Các chương trình này cung cấp những cơ hội mà có thể không có ở quốc gia sở tại của người tham gia, chẳng hạn như tìm hiểu về lịch sử và văn hóa của các quốc gia khác và gặp gỡ những người bạn mới để làm phong phú thêm sự phát triển cá nhân của bản thân. Các chương trình trao đổi quốc tế cũng có hiệu quả trong việc khuyến khích sinh viên phát triển quan điểm toàn cầu. Sinh viên quốc tế hoặc những người tham gia chương trình du học có thể ở lại quốc gia chủ nhà trong nhiều năm. Một số chương trình trao đổi cũng cung cấp tín chỉ học thuật. 

## Trao đổi

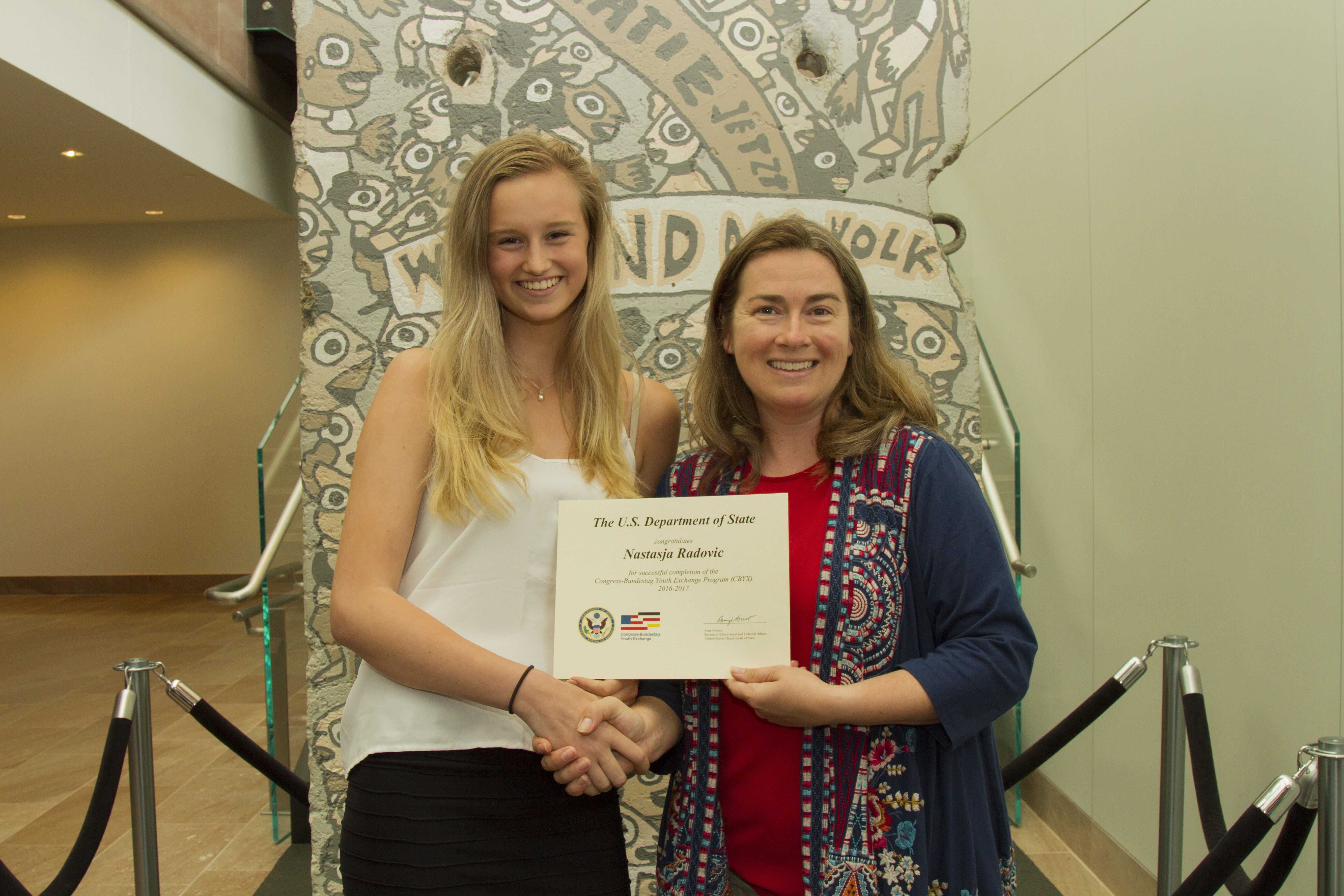
Chứng chỉ Chương trình trao đổi sinh viên trẻ ở Đức

Thuật ngữ "trao đổi" có nghĩa là một tổ chức đối tác chấp nhận một sinh viên, nhưng không nhất thiết có nghĩa là sinh viên phải tìm một đối tác từ tổ chức khác để trao đổi. Sinh viên trao đổi sống với một gia đình bản xứ hoặc ở một nơi được chỉ định như ký túc xá, căn hộ hoặc nhà trọ sinh viên. Các chương trình trao đổi sinh viên trở nên phổ biến sau Thế chiến thứ II, nhằm mục đích tăng cường sự hiểu biết và lòng độ lượng của người tham gia đối với các nền văn hóa khác, cũng như cải thiện kỹ năng ngôn ngữ và mở rộng tầm nhìn xã hội của họ. Các chương trình trao đổi sinh viên cũng tăng thêm sau khi Chiến tranh Lạnh kết thúc. Chi phí cho chương trình thay đổi tùy theo quốc gia và tổ chức. Người tham gia tài trợ cho sự tham gia của mình thông qua học bổng, khoản vay hoặc tự tài trợ.  Một sinh viên trao đổi thường ở lại quốc gia chủ nhà trong khoảng thời gian từ 6 đến 12 tháng; tuy nhiên, sinh viên trao đổi có thể lựa chọn ở lại một học kỳ tại một thời điểm. 
Sinh viên của các chương trình du học hướng đến mục tiêu phát triển quan điểm toàn cầu và hiểu biết về văn hóa bằng cách thách thức vùng an toàn của mình và đắm mình vào một nền văn hóa khác. Các nghiên cứu đã chỉ ra rằng mong muốn du học của sinh viên đã tăng lên và nghiên cứu cho thấy sinh viên chọn các chương trình vì vị trí, chi phí, nguồn lực sẵn có và di sản. Mặc dù có nhiều chương trình trao đổi khác nhau, phổ biến nhất là các chương trình cung cấp tín chỉ học thuật, vì nhiều sinh viên lo ngại việc đi lại sẽ ảnh hưởng đến kế hoạch học tập và nghề nghiệp của họ. Chi phí trao đổi sinh viên được xác định bởi mức phí từ tổ chức chương trình trao đổi sinh viên hoặc trường đại học hoặc cao đẳng.. Chi phí thay đổi tùy theo quốc gia, thời gian học và các yếu tố cá nhân khác. Các chương trình khác nhau thông qua trường/trường đại học được lựa chọn có thể cung cấp cho sinh viên học bổng trang trải chi phí đi lại và chỗ ở cũng như nhu cầu cá nhân của sinh viên.

## Các chương trình

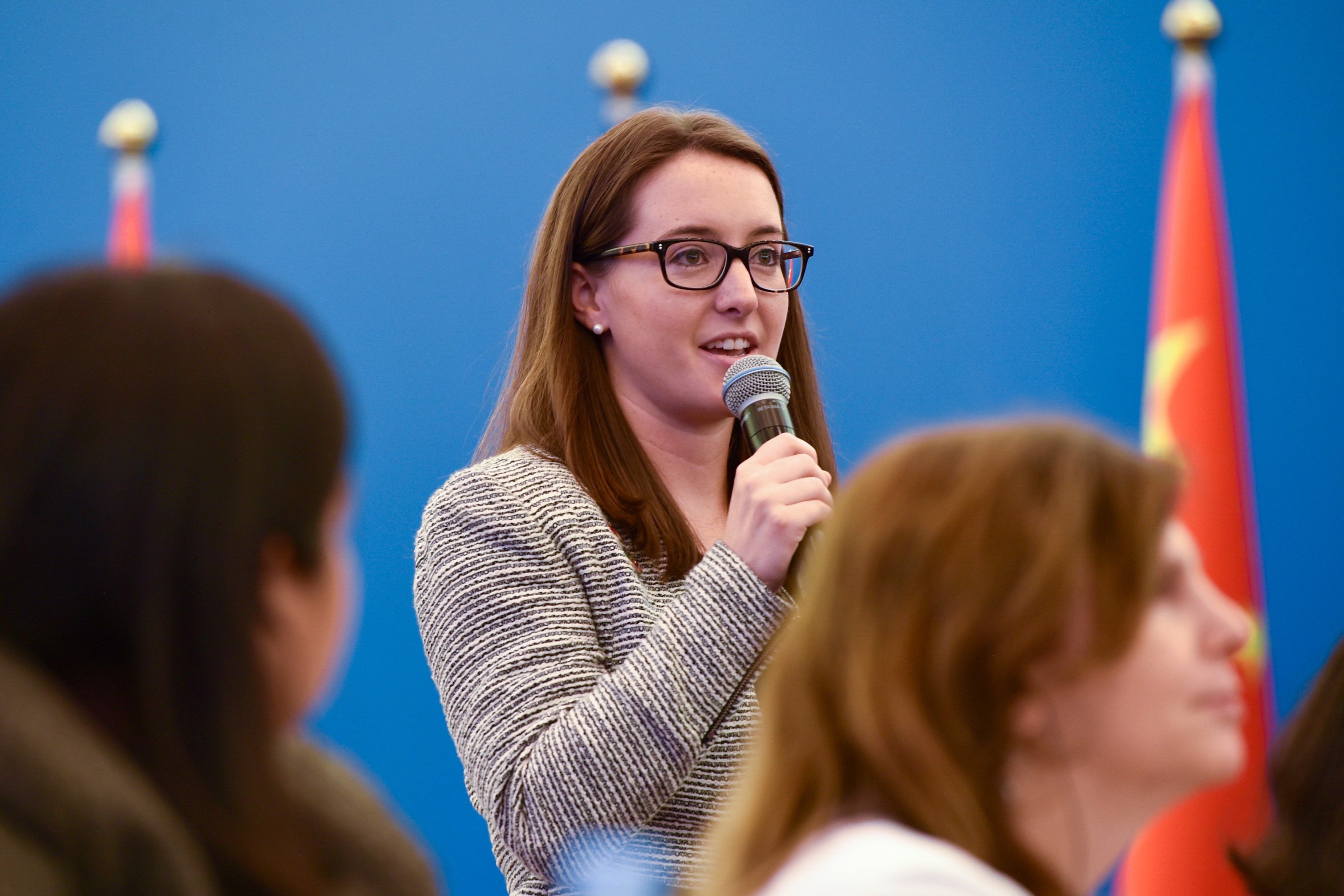
Phỏng vấn về chương trình trao đổi sinh viên giữa Mỹ và Trung Quốc

Chương trình trao đổi ngắn hạn (Short-term exchange) còn được gọi là STEP vì về thời gian thực hiện trao đổi ngắn ngày. Những chương trình này tập trung vào việc ở tá túc nhà dân, kỹ năng ngôn ngữ, dịch vụ cộng đồng hoặc các hoạt động văn hóa. Học sinh trung học và đại học có thể nộp đơn xin tham gia các chương trình thông qua nhiều tổ chức chính phủ hoặc tổ chức phi chính phủ đứng ra bảo trợ, tổ chức các chương trình này. Một chương trình trao đổi ngắn hạn kéo dài từ một tuần đến ba tháng và không yêu cầu học sinh phải học tại bất kỳ trường học hoặc một tổ chức giáo dục cụ thể nào. Học sinh được tiếp xúc với một chương trình chuyên sâu giúp tăng cường sự hiểu biết của các em về các nền văn hóa, cộng đồng và ngôn ngữ khác. 
Chương trình trao đổi dài hạn (Long-term exchange) là chương trình kéo dài từ sáu đến mười tháng hoặc lên đến một năm trọn vẹn. Người tham gia theo học trung học hoặc đại học tại quốc gia chủ nhà của họ, thông qua thị thực du học. Sinh viên được kỳ vọng sẽ hòa nhập vào hộ gia đình chủ nhà, hòa nhập vào cộng đồng địa phương và môi trường xung quanh. Khi trở về nước, họ được kỳ vọng sẽ kết hợp kiến thức này vào cuộc sống hàng ngày của mình, cũng như trình bày về kinh nghiệm, trải nghiệm của mình với nhà tài trợ. Nhiều chương trình trao đổi kỳ vọng sinh viên có thể giao tiếp bằng ngôn ngữ của quốc gia chủ nhà, ít nhất là ở mức cơ bản. Một số chương trình yêu cầu sinh viên phải vượt qua bài kiểm tra chuẩn về khả năng hiểu tiếng Anh trước khi được chấp nhận vào chương trình đưa họ đến Hoa Kỳ. Các chương trình khác không kiểm tra khả năng ngôn ngữ. Hầu hết sinh viên trao đổi trở nên thông thạo ngôn ngữ của quốc gia chủ nhà trong vòng vài tháng. Hội đồng Tiêu chuẩn Du lịch Giáo dục Quốc tế (The Council on Standards for International Educational Travel) là một tổ chức phi lợi nhuận cam kết cung cấp các chuyến du lịch giáo dục quốc tế chất lượng và chương trình trao đổi cho thanh thiếu niên cấp trung học. 

## Chú thích

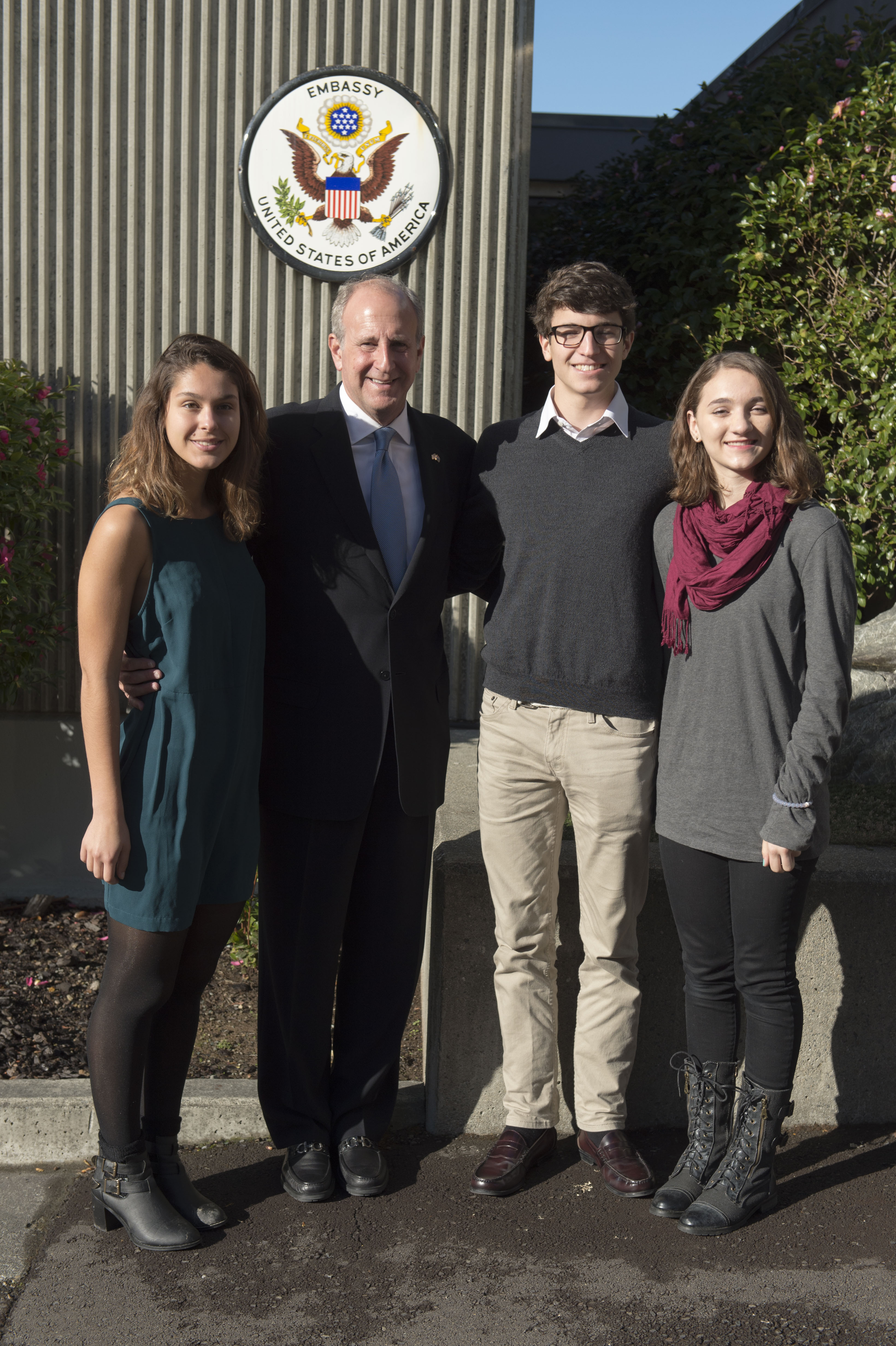
Toà đại sứ Mỹ với chương trình trao đổi sinh viên